# Har Adar
Har Adar (en hébreu : הַר אֲדָר) est une colonie israélienne, illégale au regard du droit international,, située en Cisjordanie, territoire palestinien occupé. Elle est située près du village arabo-israléen d'Abou Gosh et de la Ligne verte sur la route 425, à environ 15 kilomètres à l'ouest de Jérusalem. Initialement construite à côté de la Ligne verte, Har Adar s'est étendue et elle est désormais en grande partie située en Cisjordanie,. La colonie est entourée par la barrière de séparation.
Fondée en 1986, elle comptait 4 108 habitants en 2021. Elle est organisée en conseil local dans la sous-région des Maccabim. 

## Histoire du site

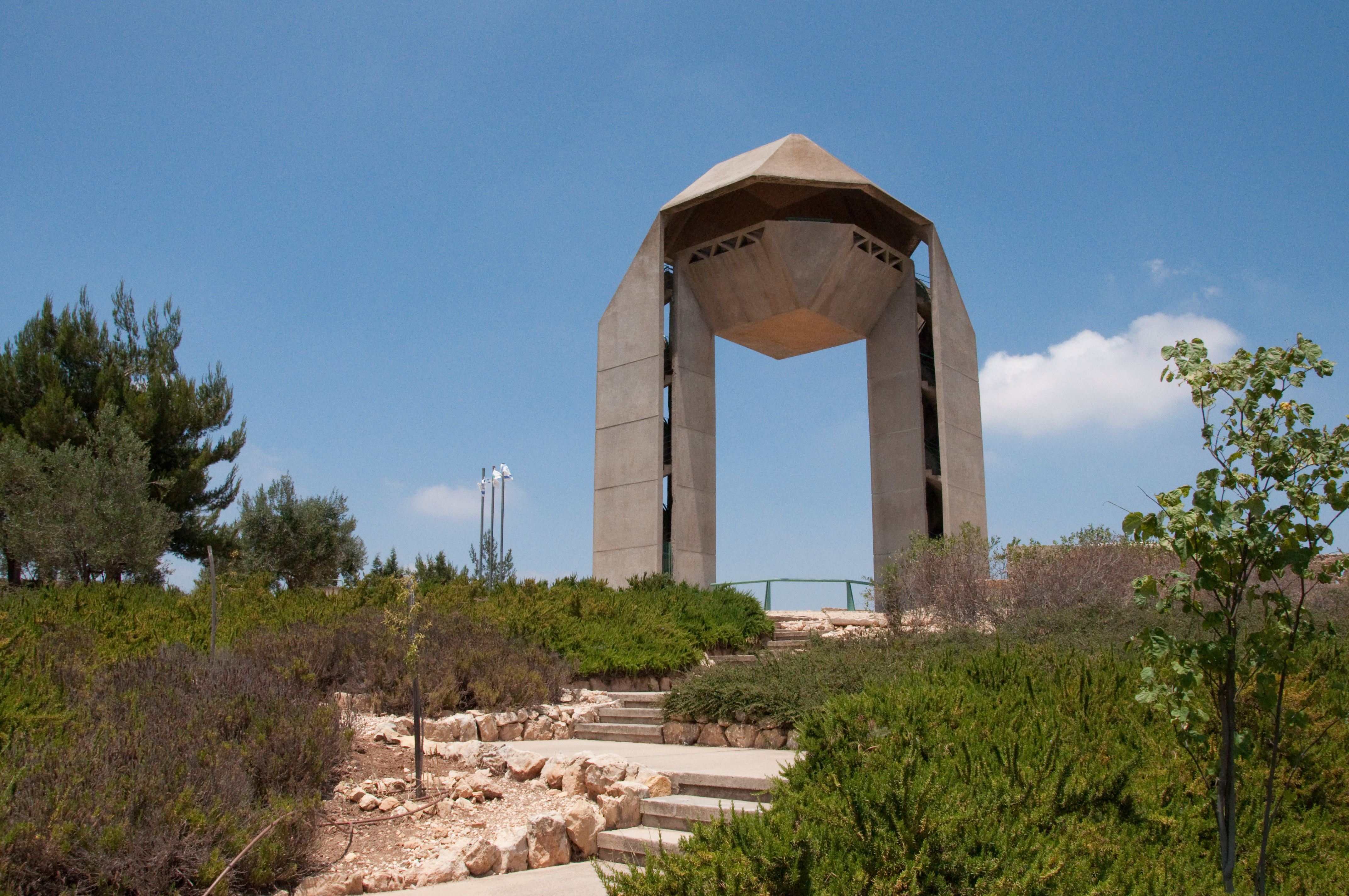
Mémorial de la Brigade Harel à Har Adar

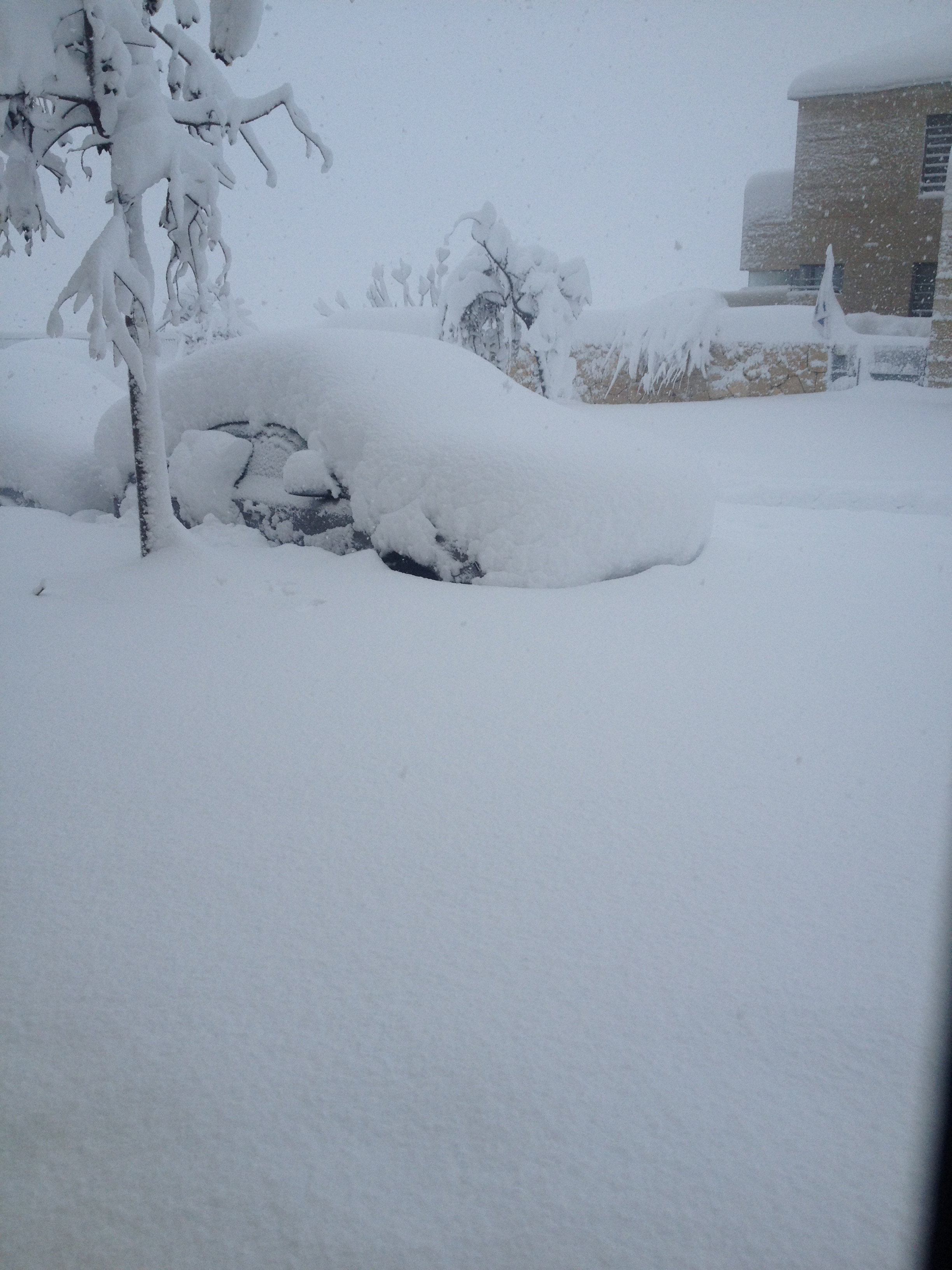
Automobiles bloquées par la neige à Har Adar, en décembre 2013, pendant la vague de froid de 2013 au Moyen-Orient.

Un site antique situé à Har Ada constitué d'un fort de la période perse et d'une ferme de la période hellénistique a été découvert lors d'une fouille menée en 1991. Un complexe d'habitations est découvert, avec deux strates, datant du Ve au milieu du premier siècle avant notre ère. À l'époque ottomane, une aile fut ajoutée au complexe d'habitations. Le site est transformé en un petit parc archéologique. 
Une installation militaire britannique de la Seconde Guerre mondiale a été édifiée au sommet de la colline - raison pour laquelle l'emplacement de Har Adar est nommé "Radar Hill" (en hébreu : גִּבְעַת הָרָדָאר, Giv'at HaRadar). L'armée juive locale pense alors que l'installation est un radar anti-aérien destiné à la protection de Jérusalem. Il s'agit en fait d'une station relais, installée pour amplifier le signal radio. 
Le site est remis à la Légion arabe jordanienne le 10 mai 1948, avant la deuxième phase de la guerre israélo-arabe de 1948. Vingt-trois tentatives de la brigade Harel du Palmach pour conquérir le site échouent, bien que les forces juives occupent ce poste pendant quatre jours à partir du 22 mai 1948. Étant sous domination jordanienne après les accords d'armistice de 1949, la région est annexée par la Jordanie (en) en 1950. Elle est finalement capturée lors de la guerre des Six Jours par la brigade israélienne Harel. Un monument pour les soldats de la brigade tombés au combat se dresse au sommet de la ville.

## Terres palestiniennes
Selon Rachel H. Brown, auteur de Unsettled Labors (2024), la colonie est construite sur 1000 dounams (250 acres) appartenant aux villages palestiniens de Biddu, Beit Surik et Qatanna.
Selon l'Institut de recherche appliquée de Jérusalem (en), les autorités israéliennes exproprient des terres de trois villages palestiniens de Cisjordanie pour la construction de Har Adar:
- 627 000 m2 de Biddu[10],
- 456 000 m2 de Beit Surik[11],
- 36 000 m2 de Qatanna[12].

## Barrière de séparation
Dans le gouvernorat de Jérusalem, la barrière de séparation se dresse d'abord au niveau du village de Beit' Anan, puis enclôt la colonie de Har Adar et monte vers  le bloc de colonies de Giv'at Ze'ev qu'elle entoure également, ce qui a pour effet de séparer les villages palestiniens les uns des autres.
Plusieurs terrains palestiniens ont été confisqués par l'Etat hébreu pour construire cette barrière de séparation, ce qui a donné lieu à une procédure judiciaire appelée « Bayt Surik contre Israël », jugée par la Cour suprême israélienne. Ces terrains se trouvent autour de Har Adar ainsi que d'autres colonies israéliennes comme Mevo Choron, Giv'at Ze'ev. Si cette Cour suprême a admis qu'Israël occupe la Cisjordanie, territoire palestinien, elle justifie par des « raisons de sécurité » l'érection du mur de séparation, autorise les saisies de terres palestiniennes en vue de ces travaux de construction ; elle estime cependant qu'Israël doit « prendre en compte les droits et les intérêts de la population locale ». En effet, « selon les articles 46 du règlement de La Haye et 27 de la quatrième convention de Genève, le commandement militaire doit faire en quelque sorte de ne pas nuire à la population locale ».

## Traitement des travailleurs palestiniens
Har Adar applique de manière littérale l'interdiction de circuler imposée aux ouvriers palestiniens qui travaillent dans les colonies israéliennes. Entre 200 et 250 Palestiniens du village voisin de Biddu sont employés pendant la journée à Har Adar, principalement dans le bâtiment. Le checkpoint (point de contrôle) israélien est installé à Biddu même. Har Adar se fonde sur les décrets de l'armée israélienne, selon lesquels « il est strictement interdit aux ouvriers de se déplacer d’un chantier de construction à un autre dans la communauté », et : « Les ouvriers ne peuvent rester que sur leur lieu de travail. Il est de la responsabilité de l’entrepreneur et du propriétaire de la maison de s’en assurer ; les ouvriers doivent être conduits de la porte Biddu à leur lieu de travail, puis de retour à la fin de la journée de travail ». AInsi un Palestinien aperçu en train de se promener dans la colonie peut se voir retirer son permis de travail et être expulsé.

## Violences
Le matin du 26 septembre 2017, un tireur palestinien ouvre le feu à un point de contrôle à l'arrière de la colonie, tuant un agent de la police des frontières et deux gardes de sécurité, et en blessant un quatrième. 

## Démographie
Le taux de croissance naturelle au sein de la colonie est de 75 % selon des données de 2014, ce qui, ajouté à  l'existence de la barrière de séparation, rend crédibles les allégations des habitants de Biddu et Beit Surik selon lesquelles «  leurs terres sont utilisées pour l'expansion de la colonie » de Har Adar.
En 2009, la population de Har Adar est à 99,3 % juive avec 1 700 hommes et 1 600 femmes.
La répartition par âge est alors la suivante:
| Âge                                               | 0–4 | 5–9  | 10–14 | 15–19 | 20–29 | 30–44 | 45–59 | 60–64 | 65–74 | 75+ |
| ------------------------------------------------- | --- | ---- | ----- | ----- | ----- | ----- | ----- | ----- | ----- | --- |
| Pourcentage                                       | 9.6 | 10.3 | 9.8   | 8.0   | 12.4  | 20.3  | 17.6  | 6.7   | 4.4   | 0.9 |
| Source: Bureau central des statistiques israélien |     |      |       |       |       |       |       |       |       |     |

## Économie
Har Adar est classé 9/10 sur l’échelle socio-économique israélienne. Selon Business Data Israel (BDI), en 2006, Har Adar a l'économie la plus stable de tous les conseils locaux israéliens, avec Kfar Shemaryahu. En 2009, l'excédent municipal s'élève à 187 000 shekel.
En 2009, il y a 1 471 salariés à Har Adar. Le salaire moyen des hommes est de 15 987 NIS et celui des femmes de 8 882 NIS, tous deux supérieurs à la moyenne nationale. 25,5% des salariés travaillent au salaire minimum. En outre, il y a 143 travailleurs indépendants, avec un revenu moyen de 12 311 NIS.

## Situation juridique
La communauté internationale considère les colonies israéliennes en Cisjordanie comme illégales au regard du droit international, ce que le gouvernement israélien conteste.